# Orthocladius bulgarensis
Orthocladius bulgarensis är en tvåvingeart som först beskrevs av Maurice Emile Marie Goetghebuer 1938.  Orthocladius bulgarensis ingår i släktet Orthocladius och familjen fjädermyggor.
Artens utbredningsområde är Bulgarien. Inga underarter finns listade i Catalogue of Life.